# Tetramelaceae

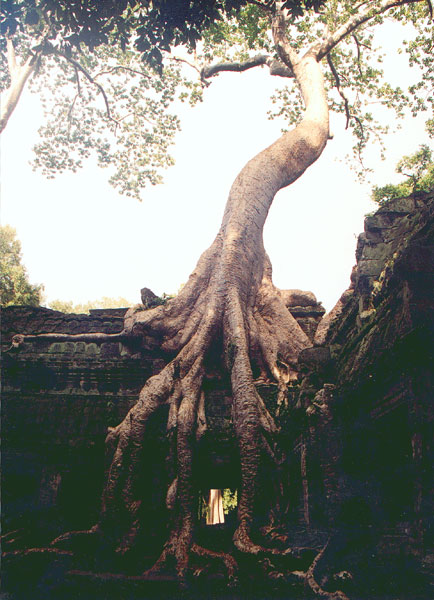
Tetrameles nudiflora em Angkor (Cambodja).

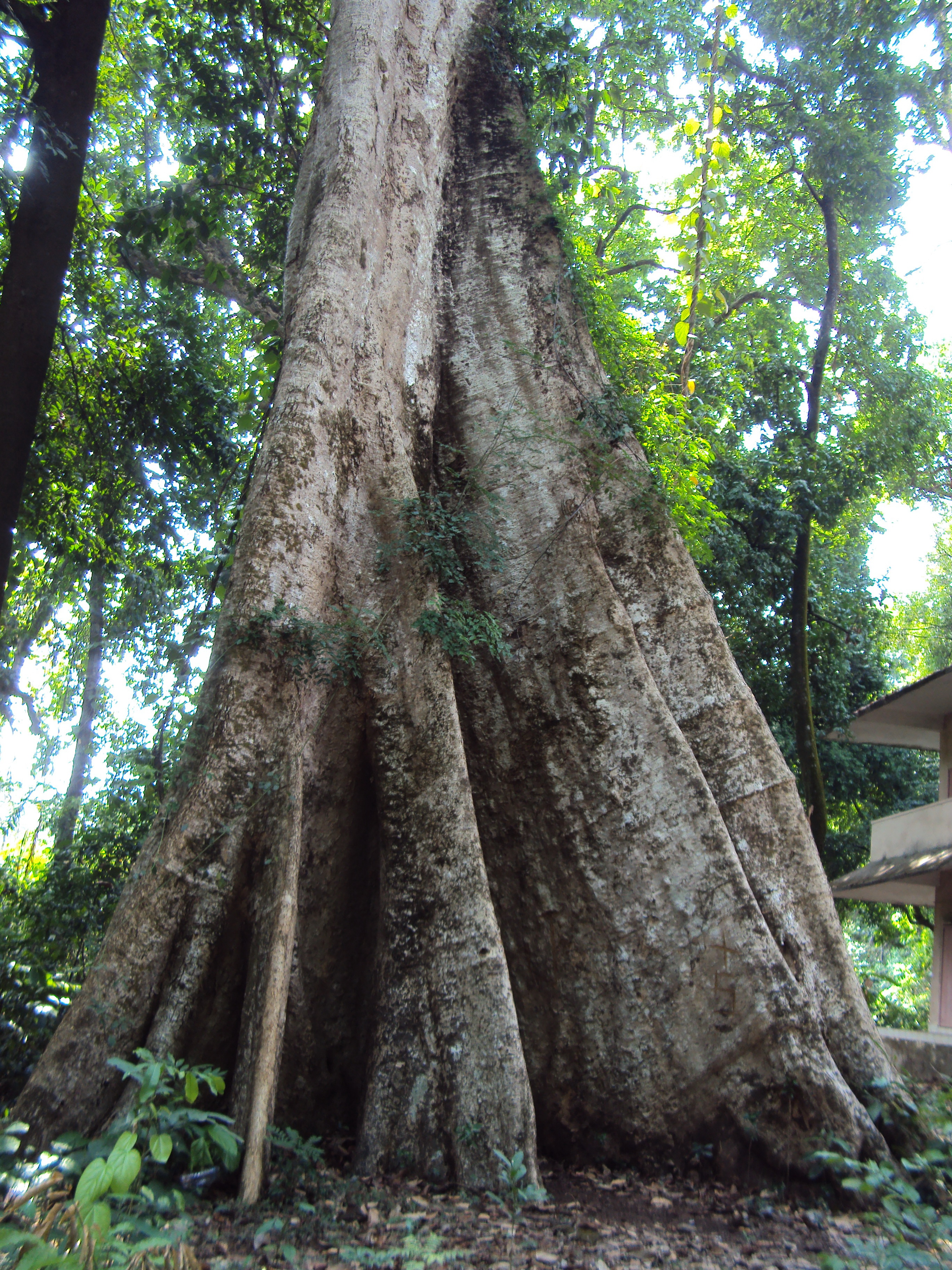
Raízes de contraforte num espécime de Tetrameles nudiflora.

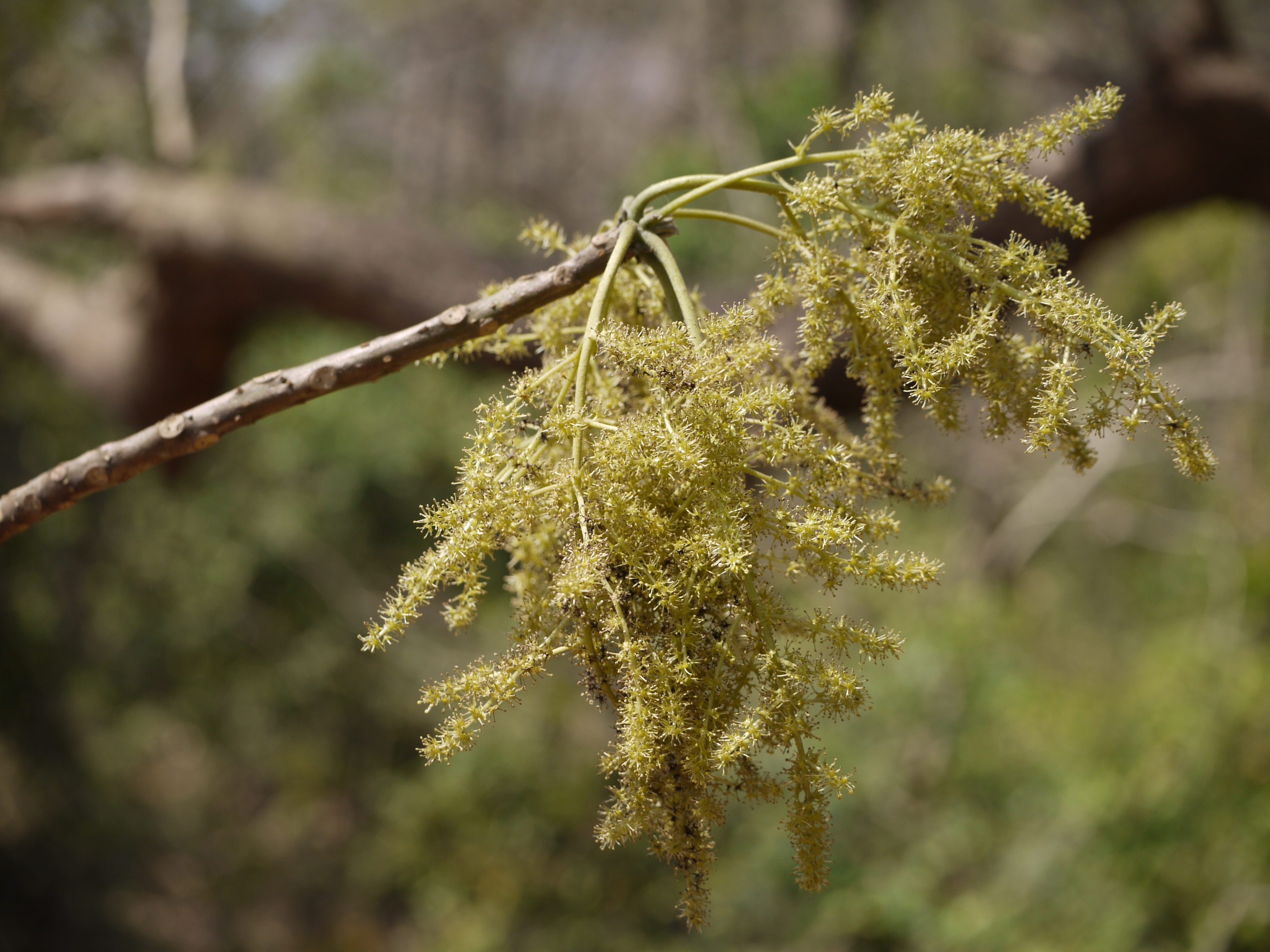
Inflorescência masculina de Tetrameles nudiflora.

Tetramelaceae é uma família de plantas com flor, pertencente à ordem Cucurbitales, que inclui dois géneros monoespecíficos de árvores do paleotropical do Sueste Asiático e Australásia.

## Descrição
A família Tetramelaceae agrupa dois géneros de grandes árvores com folhas alternas, pecioladas, simples, inteiras, palmadas a cordadas. As flores ocorrem em inflorescências dispostas em panículas terminais.

### Morfologia
As duas espécies que integram a família Tetramelaceae são em geral grandes árvores (macrofanerófitos) de folhagem decídua (raramente sempre verdes). A madeira é macia e densa. As folhas são de filotaxia alternada, divididas em pecíolos longos e lâminas foliares simples. As lâminas das folhas são em forma de coração (cordadas), geralmente densamente recobertas por tricomas simples que lhes dão um aspecto felpudo, macias, com três a cinco nervuras laterais pinadas. A margem da folha é lisa ou serrilhada. Estas espécies não paresentam estípulas.
As tetrameláceas são dióicas (com plantas femininas e masculinas). As flores ocorrem em inflorescências situadas na parte mais altas da copa das árvores, do tipo panícula composta terminal, longas e flexuosas, pendentes. As inflorescências masculinas são geralmente ramificadas e as femininas geralmente simples. As brácteas caem cedo.
A estrutura da flor é muito diferente nas duas espécies (com um número de peças florais que se reflecte no nome genérico:  tetra  = quatro e octo = oito): em Tetrameles, as flores são principalmente tetrâmeras e há um duplo perianto; em Octomeles, as flores têm geralmente de 6-8 brácteas tepalinas não diferenciadas em cálice e corola. As flores masculinas apresentam quatro estames livres em Tetrameles e seis a oito em Octomeles. Os quatro carpelos (em Tetrameles), ou seis a oito (em Octomeles, são fundidos num ovário ínfero paracárpico, unilocular, com múltiplos óvulos de placentação parietal. Os quatro ou oito estiletes livres são curtos e atarracados e terminam num grande estigma.
O fruto é do tipo cápsula, cada uma contendo 20 a 100 pequenas sementes, de forma ovalada e filamentosas.

### Distribuição
Os géneros que integram esta família são nativos das regiões tropicais do Subcontinente Indiano, Sueste Asiático, Arquipélago Malaio e Austrália. A criação da família Tetramelaceae foi proposta em 1965 por Herbert Kenneth Airy Shaw em artigo publicado no Kew Bulletin, 18, p. 267. O género tipo é Tetrameles R.Br. Contudo, a primeira publicaçção válida foi feita por Y. Z. Wang e Turland com o artigo Tetramelaceae na obra Flora of China, volume 13, 2007, p. 151.

### Usos
A madeira das espécies de ambos os géneros, recolhida em florestas naturais, é utilizada com valor comercial:
- Octomeles sumatrana — produz a madeira conhecida comercialmente por benuang, barong ou barousan.[2]
- Tetrameles nudiflora — produz madeira resistente a organismos marinhos perfuradores, sendo por isso frequentemente usado na construção naval.[3]

## Filogenia e sistemática
As Tetramelaceae agrupam géneros que anteriormente estavam integrados na família Datiscaceae.

### Filogenia
Aceitando o posicionamento da família estabelecido no sistema APG IV (2016), a aplicação das técnicas da filogenética molecular sugere as seguintes relações entre as Tetramelaceae e as restantes famílias que integram a ordem Cucurbitales:
|  | Corynocarpaceae |
|  |                 |
|  | Coriariaceae    |
|  |                 |

|  | Tetramelaceae                                               |
|  |                                                             |
|  | \| \| Datiscaceae \| \| \| \| \| \| Begoniaceae \| \| \| \| |
|  |                                                             |
|  | Datiscaceae                                                 |
|  |                                                             |
|  | Begoniaceae                                                 |
|  |                                                             |

|  | Datiscaceae |
|  |             |
|  | Begoniaceae |
|  |             |

|  | Tetramelaceae                                               |
|  |                                                             |
|  | \| \| Datiscaceae \| \| \| \| \| \| Begoniaceae \| \| \| \| |
|  |                                                             |
|  | Datiscaceae                                                 |
|  |                                                             |
|  | Begoniaceae                                                 |
|  |                                                             |

|  | Datiscaceae |
|  |             |
|  | Begoniaceae |
|  |             |

|  | Corynocarpaceae |
|  |                 |
|  | Coriariaceae    |
|  |                 |

|  | Tetramelaceae                                               |
|  |                                                             |
|  | \| \| Datiscaceae \| \| \| \| \| \| Begoniaceae \| \| \| \| |
|  |                                                             |
|  | Datiscaceae                                                 |
|  |                                                             |
|  | Begoniaceae                                                 |
|  |                                                             |

|  | Datiscaceae |
|  |             |
|  | Begoniaceae |
|  |             |

|  | Tetramelaceae                                               |
|  |                                                             |
|  | \| \| Datiscaceae \| \| \| \| \| \| Begoniaceae \| \| \| \| |
|  |                                                             |
|  | Datiscaceae                                                 |
|  |                                                             |
|  | Begoniaceae                                                 |
|  |                                                             |

|  | Datiscaceae |
|  |             |
|  | Begoniaceae |
|  |             |

|  | Corynocarpaceae |
|  |                 |
|  | Coriariaceae    |
|  |                 |

|  | Tetramelaceae                                               |
|  |                                                             |
|  | \| \| Datiscaceae \| \| \| \| \| \| Begoniaceae \| \| \| \| |
|  |                                                             |
|  | Datiscaceae                                                 |
|  |                                                             |
|  | Begoniaceae                                                 |
|  |                                                             |

|  | Datiscaceae |
|  |             |
|  | Begoniaceae |
|  |             |

|  | Tetramelaceae                                               |
|  |                                                             |
|  | \| \| Datiscaceae \| \| \| \| \| \| Begoniaceae \| \| \| \| |
|  |                                                             |
|  | Datiscaceae                                                 |
|  |                                                             |
|  | Begoniaceae                                                 |
|  |                                                             |

|  | Datiscaceae |
|  |             |
|  | Begoniaceae |
|  |             |

|  | Corynocarpaceae |
|  |                 |
|  | Coriariaceae    |
|  |                 |

|  | Tetramelaceae                                               |
|  |                                                             |
|  | \| \| Datiscaceae \| \| \| \| \| \| Begoniaceae \| \| \| \| |
|  |                                                             |
|  | Datiscaceae                                                 |
|  |                                                             |
|  | Begoniaceae                                                 |
|  |                                                             |

|  | Datiscaceae |
|  |             |
|  | Begoniaceae |
|  |             |

|  | Tetramelaceae                                               |
|  |                                                             |
|  | \| \| Datiscaceae \| \| \| \| \| \| Begoniaceae \| \| \| \| |
|  |                                                             |
|  | Datiscaceae                                                 |
|  |                                                             |
|  | Begoniaceae                                                 |
|  |                                                             |

|  | Datiscaceae |
|  |             |
|  | Begoniaceae |
|  |             |

|  | Corynocarpaceae |
|  |                 |
|  | Coriariaceae    |
|  |                 |

|  | Tetramelaceae                                               |
|  |                                                             |
|  | \| \| Datiscaceae \| \| \| \| \| \| Begoniaceae \| \| \| \| |
|  |                                                             |
|  | Datiscaceae                                                 |
|  |                                                             |
|  | Begoniaceae                                                 |
|  |                                                             |

|  | Datiscaceae |
|  |             |
|  | Begoniaceae |
|  |             |

|  | Tetramelaceae                                               |
|  |                                                             |
|  | \| \| Datiscaceae \| \| \| \| \| \| Begoniaceae \| \| \| \| |
|  |                                                             |
|  | Datiscaceae                                                 |
|  |                                                             |
|  | Begoniaceae                                                 |
|  |                                                             |

|  | Datiscaceae |
|  |             |
|  | Begoniaceae |
|  |             |

|  | Corynocarpaceae |
|  |                 |
|  | Coriariaceae    |
|  |                 |

|  | Tetramelaceae                                               |
|  |                                                             |
|  | \| \| Datiscaceae \| \| \| \| \| \| Begoniaceae \| \| \| \| |
|  |                                                             |
|  | Datiscaceae                                                 |
|  |                                                             |
|  | Begoniaceae                                                 |
|  |                                                             |

|  | Datiscaceae |
|  |             |
|  | Begoniaceae |
|  |             |

|  | Tetramelaceae                                               |
|  |                                                             |
|  | \| \| Datiscaceae \| \| \| \| \| \| Begoniaceae \| \| \| \| |
|  |                                                             |
|  | Datiscaceae                                                 |
|  |                                                             |
|  | Begoniaceae                                                 |
|  |                                                             |

|  | Datiscaceae |
|  |             |
|  | Begoniaceae |
|  |             |

|  | Corynocarpaceae |
|  |                 |
|  | Coriariaceae    |
|  |                 |

|  | Tetramelaceae                                               |
|  |                                                             |
|  | \| \| Datiscaceae \| \| \| \| \| \| Begoniaceae \| \| \| \| |
|  |                                                             |
|  | Datiscaceae                                                 |
|  |                                                             |
|  | Begoniaceae                                                 |
|  |                                                             |

|  | Datiscaceae |
|  |             |
|  | Begoniaceae |
|  |             |

|  | Tetramelaceae                                               |
|  |                                                             |
|  | \| \| Datiscaceae \| \| \| \| \| \| Begoniaceae \| \| \| \| |
|  |                                                             |
|  | Datiscaceae                                                 |
|  |                                                             |
|  | Begoniaceae                                                 |
|  |                                                             |

|  | Datiscaceae |
|  |             |
|  | Begoniaceae |
|  |             |

|  | Corynocarpaceae |
|  |                 |
|  | Coriariaceae    |
|  |                 |

|  | Tetramelaceae                                               |
|  |                                                             |
|  | \| \| Datiscaceae \| \| \| \| \| \| Begoniaceae \| \| \| \| |
|  |                                                             |
|  | Datiscaceae                                                 |
|  |                                                             |
|  | Begoniaceae                                                 |
|  |                                                             |

|  | Datiscaceae |
|  |             |
|  | Begoniaceae |
|  |             |

|  | Tetramelaceae                                               |
|  |                                                             |
|  | \| \| Datiscaceae \| \| \| \| \| \| Begoniaceae \| \| \| \| |
|  |                                                             |
|  | Datiscaceae                                                 |
|  |                                                             |
|  | Begoniaceae                                                 |
|  |                                                             |

|  | Datiscaceae |
|  |             |
|  | Begoniaceae |
|  |             |

|  | Corynocarpaceae |
|  |                 |
|  | Coriariaceae    |
|  |                 |

|  | Tetramelaceae                                               |
|  |                                                             |
|  | \| \| Datiscaceae \| \| \| \| \| \| Begoniaceae \| \| \| \| |
|  |                                                             |
|  | Datiscaceae                                                 |
|  |                                                             |
|  | Begoniaceae                                                 |
|  |                                                             |

|  | Datiscaceae |
|  |             |
|  | Begoniaceae |
|  |             |

|  | Tetramelaceae                                               |
|  |                                                             |
|  | \| \| Datiscaceae \| \| \| \| \| \| Begoniaceae \| \| \| \| |
|  |                                                             |
|  | Datiscaceae                                                 |
|  |                                                             |
|  | Begoniaceae                                                 |
|  |                                                             |

|  | Datiscaceae |
|  |             |
|  | Begoniaceae |
|  |             |

|  | Corynocarpaceae |
|  |                 |
|  | Coriariaceae    |
|  |                 |

|  | Tetramelaceae                                               |
|  |                                                             |
|  | \| \| Datiscaceae \| \| \| \| \| \| Begoniaceae \| \| \| \| |
|  |                                                             |
|  | Datiscaceae                                                 |
|  |                                                             |
|  | Begoniaceae                                                 |
|  |                                                             |

|  | Datiscaceae |
|  |             |
|  | Begoniaceae |
|  |             |

|  | Tetramelaceae                                               |
|  |                                                             |
|  | \| \| Datiscaceae \| \| \| \| \| \| Begoniaceae \| \| \| \| |
|  |                                                             |
|  | Datiscaceae                                                 |
|  |                                                             |
|  | Begoniaceae                                                 |
|  |                                                             |

|  | Datiscaceae |
|  |             |
|  | Begoniaceae |
|  |             |

|  | Corynocarpaceae |
|  |                 |
|  | Coriariaceae    |
|  |                 |

|  | Tetramelaceae                                               |
|  |                                                             |
|  | \| \| Datiscaceae \| \| \| \| \| \| Begoniaceae \| \| \| \| |
|  |                                                             |
|  | Datiscaceae                                                 |
|  |                                                             |
|  | Begoniaceae                                                 |
|  |                                                             |

|  | Datiscaceae |
|  |             |
|  | Begoniaceae |
|  |             |

|  | Tetramelaceae                                               |
|  |                                                             |
|  | \| \| Datiscaceae \| \| \| \| \| \| Begoniaceae \| \| \| \| |
|  |                                                             |
|  | Datiscaceae                                                 |
|  |                                                             |
|  | Begoniaceae                                                 |
|  |                                                             |

|  | Datiscaceae |
|  |             |
|  | Begoniaceae |
|  |             |

|  | Corynocarpaceae |
|  |                 |
|  | Coriariaceae    |
|  |                 |

|  | Tetramelaceae                                               |
|  |                                                             |
|  | \| \| Datiscaceae \| \| \| \| \| \| Begoniaceae \| \| \| \| |
|  |                                                             |
|  | Datiscaceae                                                 |
|  |                                                             |
|  | Begoniaceae                                                 |
|  |                                                             |

|  | Datiscaceae |
|  |             |
|  | Begoniaceae |
|  |             |

|  | Tetramelaceae                                               |
|  |                                                             |
|  | \| \| Datiscaceae \| \| \| \| \| \| Begoniaceae \| \| \| \| |
|  |                                                             |
|  | Datiscaceae                                                 |
|  |                                                             |
|  | Begoniaceae                                                 |
|  |                                                             |

|  | Datiscaceae |
|  |             |
|  | Begoniaceae |
|  |             |

|  | Corynocarpaceae |
|  |                 |
|  | Coriariaceae    |
|  |                 |

|  | Tetramelaceae                                               |
|  |                                                             |
|  | \| \| Datiscaceae \| \| \| \| \| \| Begoniaceae \| \| \| \| |
|  |                                                             |
|  | Datiscaceae                                                 |
|  |                                                             |
|  | Begoniaceae                                                 |
|  |                                                             |

|  | Datiscaceae |
|  |             |
|  | Begoniaceae |
|  |             |

|  | Tetramelaceae                                               |
|  |                                                             |
|  | \| \| Datiscaceae \| \| \| \| \| \| Begoniaceae \| \| \| \| |
|  |                                                             |
|  | Datiscaceae                                                 |
|  |                                                             |
|  | Begoniaceae                                                 |
|  |                                                             |

|  | Datiscaceae |
|  |             |
|  | Begoniaceae |
|  |             |

|  | Corynocarpaceae |
|  |                 |
|  | Coriariaceae    |
|  |                 |

|  | Tetramelaceae                                               |
|  |                                                             |
|  | \| \| Datiscaceae \| \| \| \| \| \| Begoniaceae \| \| \| \| |
|  |                                                             |
|  | Datiscaceae                                                 |
|  |                                                             |
|  | Begoniaceae                                                 |
|  |                                                             |

|  | Datiscaceae |
|  |             |
|  | Begoniaceae |
|  |             |

|  | Tetramelaceae                                               |
|  |                                                             |
|  | \| \| Datiscaceae \| \| \| \| \| \| Begoniaceae \| \| \| \| |
|  |                                                             |
|  | Datiscaceae                                                 |
|  |                                                             |
|  | Begoniaceae                                                 |
|  |                                                             |

|  | Datiscaceae |
|  |             |
|  | Begoniaceae |
|  |             |

|  | Corynocarpaceae |
|  |                 |
|  | Coriariaceae    |
|  |                 |

|  | Tetramelaceae                                               |
|  |                                                             |
|  | \| \| Datiscaceae \| \| \| \| \| \| Begoniaceae \| \| \| \| |
|  |                                                             |
|  | Datiscaceae                                                 |
|  |                                                             |
|  | Begoniaceae                                                 |
|  |                                                             |

|  | Datiscaceae |
|  |             |
|  | Begoniaceae |
|  |             |

|  | Tetramelaceae                                               |
|  |                                                             |
|  | \| \| Datiscaceae \| \| \| \| \| \| Begoniaceae \| \| \| \| |
|  |                                                             |
|  | Datiscaceae                                                 |
|  |                                                             |
|  | Begoniaceae                                                 |
|  |                                                             |

|  | Datiscaceae |
|  |             |
|  | Begoniaceae |
|  |             |

|  | Corynocarpaceae |
|  |                 |
|  | Coriariaceae    |
|  |                 |

|  | Tetramelaceae                                               |
|  |                                                             |
|  | \| \| Datiscaceae \| \| \| \| \| \| Begoniaceae \| \| \| \| |
|  |                                                             |
|  | Datiscaceae                                                 |
|  |                                                             |
|  | Begoniaceae                                                 |
|  |                                                             |

|  | Datiscaceae |
|  |             |
|  | Begoniaceae |
|  |             |

|  | Tetramelaceae                                               |
|  |                                                             |
|  | \| \| Datiscaceae \| \| \| \| \| \| Begoniaceae \| \| \| \| |
|  |                                                             |
|  | Datiscaceae                                                 |
|  |                                                             |
|  | Begoniaceae                                                 |
|  |                                                             |

|  | Datiscaceae |
|  |             |
|  | Begoniaceae |
|  |             |

Como é patente no cladograma acima, a família Tetramelaceae é o grupo irmão do clado formado pelas Datiscaceae e Begoniaceae no contexto das Cucurbitales.

### Sistemática
Na sua presente circunscrição taxonómica, baseada nos trabalhos do APG, a família inclui os géneros Octomeles e Tetrameles, cada um deles com uma única espécie:
- Octomeles, uma árvore com distribuição da Índia à Nova Guiné
- Tetrameles, uma árvore com distribuição da Indochina à Malásia

A família Tetramelaceae agrupa apenas dois géneros monotípicos, tendo assim apenas duas espécies:
- Tetrameles R.Br.: contém apenas uma espécie:
  - Tetrameles nudiflora R.Br.: conhecida pelo nome comum de thitpok (Índia), baing ou sawbya (Burma), mengkundor (Malásia), sompong (Tailândia), spung (Cambodja). Esta espécie produz flores geralmente tetrâmeras (raramente pentâmeras). Esta espe´cie produz madeira de boa qualidade, formando árvores de folha caduca que crescem em altitudes entre 200 e 500 metros no oeste da Índia e no Bangladesh, Sri Lanka e ilhas Andaman, nas regiões tropicais dos Himalaia (do Nepal ao Butão), no sudeste da Ásia, no Arquipélago Indonésio e na Austrália (Queensland). Seu número cromossómico é 2n = 24.[17]
- Octomeles Miq.: contém apenas uma espécie:
  - Octomeles sumatrana Miq. (sin.: Octomeles moluccana Teijsm. & Binnend. ex Hassk.): esta árvore caducifólia ultrapassa os 40 m de altura e mais de 1 metro de diâmetro à altura do peito. Esta espécie produz flores 5-8-meras. Nas margens dos rios, esta espécie é frequentemente uma planta competitiva e pioneira após perturbação do ecossistema. A espécie é nativa da Indonésia, leste da Malásia, Nova Guiné, Filipinas e Ilhas Salomão.